# ボブ・モールド
ボブ・モールド（Bob Mould、出生名：ロバート・アーサー・モールド Robert Arthur Mould、1960年10月16日 - ）は、アメリカ合衆国のミュージシャン、シンガーソングライター。ハスカー・ドゥ、シュガーなどのフロントマンとして活動し、現在はソロのアーティストやDJして活動、コラボレーションも多岐に渡り行っている。

## 略歴
1979年にハスカー・ドゥを結成し、バンドは6枚のアルバムをリリースし、1988年に解散した。商業的な成功には至らなかったが、後にニルヴァーナやピクシーズといったバンドが影響を公言し、バンドは評価されるようになる。
バンド解散後、モールドはミネソタの人里離れた農場に引きこもり、薬物とアルコールを断ち、ソロアルバム用の楽曲を書き溜める。1989年4月にヴァージン・レコードよりソロデビューアルバム『Workbook』をリリース。ハスカー・ドゥで顕著だったギターノイズを抑えた作風となった。1990年5月にリリースされた『Black Sheets of Rain』はよりヘヴィなサウンドに仕上がった。
1992年にモールドは新バンドシュガーを結成し、アルバム『Copper Blue』をリリースした。アルバムは高く評価され、NMEのベスト・アルバム・オブ・ザ・イヤーを受賞した。シュガーは1994年に2ndアルバムをリリースし、1996年に解散した。
シュガー解散後はソロ活動を再開させ、1996年にセルフタイトルとなる3rdソロアルバム『Bob Mould』をリリース。アルバムでモールドは全ての楽器を担当した。1998年に4枚目のアルバム『The Last Dog and Pony Show』をリリース。2000年代に入り、ダンス・ミュージックやエレクトロニカに影響を受けた作風の『Modulate』をリリースするが、プレスやファンからの熱い支持は得られなかった。次作『Body of Song』はすぐリリースされる予定だったが3年後の2005年にリリースされた。2008年に『District Line』、1年後の2009年に『Life and Times』をリリース。2010年に10枚目となるアルバム『Silver Age』をリリースし、全米52位を記録。2014年に『Beauty & Ruin』をリリースし、全米38位を記録した。

## 私生活
モールドの性的指向は公然の秘密とされてきたが、'90年代初頭にスピン誌にて自身がゲイであることをカミングアウトした。2004年には同性婚を支援するWEDRockという慈善コンサートの共同主催者となった。

## 作品

### ソロアルバム
- Workbook （1989年）
- Black Sheets of Rain （1990年）
- Bob Mould（1996年）
- The Last Dog and Pony Show （1998年）
- Loudbomb: Long Playing Grooves （2002年） ※Loudbomb名義
- Modulate （2002年）
- Body of Song （2005年）
- Blowoff （2006年） ※Blowoffとの共作[2]
- District Line （2008年）
- Life and Times （2009年）
- Silver Age （2012年）
- Beauty & Ruin （2014年）
- Sunshine Rock （2019年）

### コンピレーション・アルバム
- Poison Years （1994年）

### シングル、EP
- See a Little Light （1989年）
- Wishing Well + Four Live Tracks （2000年）
- Egøverride （1995年）
- Paralyzed （2005年）
- The Silence Between Us （2008年）
- I'm Sorry Baby, But You Can't Stand in My Light Anymore （2009年）
- The Descent （2012年）